# 59-те командування особливого призначення
LIX-е (59-те) головне командування особливого призначення (нім. Höheres-Kommando z.b.V. LIX) — спеціальне головне командування особливого призначення Сухопутних військ Вермахту за часів Другої світової війни. 20 січня 1942 перетворене на LIX-й армійський корпус.

## Історія
LIX-е головне командування особливого призначення почало формування 10 жовтня 1940 року у X-му військовому окрузі в Любекі. З 28 жовтня до 1 листопада командування передислоковане по маршруту Ільцен-Ґетінґен-Марбург-Кобленц-Трір-Еперне-Париж до Орлеану, де на нього покладалися окупаційні функції визначеного регіону в центрі окупованої Франції. У період з 2 по 8 березня 1941 командування передислоковане з аналогічними задачами до Пуатьє, де перейняло на себе відповідальність за берегову охорону атлантичного узбережжя Франції поблизу Ла-Рошелі у VI-го армійського корпусу, що передислоковувався на Східний фронт.
4 січня 1942, 59-те командування отримало наказ ОКВ на передислокацію на Східний фронт і залізницею усі її формування проїхали крізь усю Францію та Німеччину до польського Седльце, звідси частини маршем здійснили перехід на Берестя-Барановичі-Слуцьк-Мінськ-Борисов-Орша й далі на Вітебськ. 19 січня 1942 усе командування в повному складі зосередилося у визначеному районі поблизу Вітебська, де наступного дня воно було перейменоване на LIX-й армійський корпус. Вже 21 січня новий корпус відбув у напрямку на Великі Луки, де отримав завдання підготовки оборонних рубежів навколо міста.

## Райони бойових дій
- Німеччина (жовтень 1940);
- Франція (жовтень 1940 — січень 1942);
- Німеччина, СРСР (центральний напрямок) (січень 1942).

## Командування

### Командири
- генерал від інфантерії Максиміліан Шванднер (нім. Maximilian Schwandner) (10 жовтня 1940 — 28 грудня 1941);
- генерал-лейтенант Курт фон дер Шевалері (нім. Kurt von der Chevallerie) (28 грудня 1941 — 20 січня 1942).

### Підпорядкованість
| Час      | Армія      | Група армій (округ) | Штаб    |
| -------- | ---------- | ------------------- | ------- |
| 1940     |            |                     |         |
| листопад | 1-ша армія | Група армій «D»     | Франція |
| 1941     |            |                     |         |
| січень   | 1-ша армія | Група армій «D»     | Франція |
| березень | 7-ма армія | Група армій «D»     | Пуатьє  |
| 1942     |            |                     |         |
| січень   | 7-ма армія | Група армій «D»     | Франція |

## Бойовий склад 33-го командування особливого призначення
Формування управління, забезпечення та підтримки
- 103-тє артилерійське командування (Arko 103), з 1 вересня 1941 року,
- 459-те управління корпусного постачання (Korps-Nachschubtruppen 459);
- 459-й корпусний батальйон зв'язку (Korps-Nachrichten-Abteilung 459);
- 459-й батальйон фельджандармерії (Feldgendarmerie-Abteilung 459);
- 459-те управління транспортних перевезень (Korps Nachschubführer 459);
- 43-й вартовий батальйон (Wach Bataillon 43);
- 631-ше геодезично-картографічний загін (Vermessungs- und Karten Abteilung 631)

- 87-ма піхотна дивізія (87. Infanterie-Division);
- 223-тя піхотна дивізія (223. Infanterie-Division).

- 16-та моторизована дивізія (16. Infanterie-Division (mot.);
- 87-ма піхотна дивізія;
- 294-та піхотна дивізія (294. Infanterie-Division);
- Поліційна дивізія СС (Polizei-Division).

- 81-ша піхотна дивізія (81. Infanterie-Division);
- 246-та піхотна дивізія (246. Infanterie-Division);
- 305-та піхотна дивізія (305. Infanterie-Division).

- 2-га танкова дивізія (2. Panzer-Division);
- 81-ша піхотна дивізія;
- 246-та піхотна дивізія;
- 305-та піхотна дивізія;
- 715-та піхотна дивізія (715. Infanterie-Division).

- 22-га танкова дивізія (22. Panzer-Division);
- 81-ша піхотна дивізія;
- 246-та піхотна дивізія;
- 305-та піхотна дивізія;
- 715-та піхотна дивізія.

- 22-га танкова дивізія;
- 246-та піхотна дивізія;
- 305-та піхотна дивізія;
- 327-ма піхотна дивізія (327. Infanterie-Division);
- 715-та піхотна дивізія.

- 22-га танкова дивізія;
- 246-та піхотна дивізія;
- 305-та піхотна дивізія;
- 327-ма піхотна дивізія;
- 715-та піхотна дивізія.